# Wimbledon Championships 1882
Die sechste Auflage der Wimbledon Championships wurde 1882 auf dem damaligen Gelände des All England Lawn Tennis and Croquet Clubs an der Worple Road veranstaltet. Der Vorjahressieger William Renshaw gewann seinen zweiten Titel. Es traten neben dem Titelverteidiger nur 28 Teilnehmer an.
Vor dem Turnier wurde im Mai 1882 von Vertretern des All England Clubs und des Marylebone Cricket Clubs eine erneute Regeländerung bekannt gegeben. Danach wurde die Netzhöhe an den Pfosten auf 3 Fuß 6 Inch (1,07 m) herabgesetzt, womit es die heutige Höhe erhielt. Ein Aufschlag konnte dadurch wesentlich leichter longline zurückgespielt werden, wodurch man sich eine Verringerung des Vorteils des Aufschlägers erhoffte.

## Herreneinzel
Ernest Renshaw gewann das All-Comers-Finale gegen Richard Taswell Richardson. In der Challenge Round setzte sich sein Bruder William Renshaw durch und verteidigte seinen Titel.